# Clinosperma vaginata
Clinosperma vaginata là loài thực vật có hoa thuộc họ Arecaceae. Loài này được (Brongn.) Pintaud & W.J.Baker mô tả khoa học đầu tiên năm 2008.